# وثيقة تسوية
وثيقة التسوية (Deed of Arrangement)، وهي اتفاق أو سند إبراء صلح يتنازل بموجبه المدين المعسر للدائن عن مال أو حق معين تجنبا من أعلان أفلاسه.